# Ichthyophis laosensis
Ichthyophis laosensis är en groddjursart som beskrevs av Taylor 1969. Ichthyophis laosensis ingår i släktet Ichthyophis och familjen Ichthyophiidae. IUCN kategoriserar arten globalt som otillräckligt studerad. Inga underarter finns listade i Catalogue of Life.